# 望月虚舟
望月 虚舟（もちづき きょしゅう、1949年 - ）は兵庫県姫路市出身の書道家。

## 経歴
1972年に新潟大学書道科を卒業後、女子美術大学にて特別講師を2年間務めて鶴見大学文学部の講師として働く。その間に書の個展や書籍出版等も行い、日本書道専門学校の助教授として勤め、現在は定年退職後に大好きな書を書き続けている。

### 受賞
- 独立書展会員賞受賞
- 毎日展会員賞(大字書部)受賞

## 書展
- 1978年 - 渋谷公会堂にて書の実演
- 1993年 - 姫路キヤッスルホテルにて書の実演
- 1994年 - 芦屋大悲閣にて個展
- 1996年 - 姫路中井三成堂にて個展
- 1996年 - 姫路キャスパホールにて書の実演
- 1997年 - 梅田スカイビルにて『書と花の融合展(書花爛漫)』
- 1997年 - 味覚糖ユーハ館にて『書と写真のフュージョン展』
- 1998年 - 神戸ファッション美術館にて『二人(大宇宙)展』
- 2008年 - 毎日現代書巡回展(奈良展)出品
- 2009年 - 毎日現代の書新春展に於て揮毫(セントラル美術館)

## 書籍
- 『コツがわかれば誰でも書ける』（中教出版）